# Величина датотеке
Величина датотеке је мера колико података рачунарска датотека садржи или, наизменично, колико простора за складиштење заузима. Обично се величина датотеке изражава у мерним јединицама на основу бајта. По конвенцији, јединице величине датотеке користе или метрички префикс (као у мегабајту и гигабајту) или бинарни префикс (као у мебибајту и гибибајту). 
Када је датотека уписана у систем датотека, што је случај у већини модерних уређаја, она може заузети нешто више простора на диску него што је потребно датотеци. То је зато што систем датотека заокружује величину како би укључио неискоришћени простор који је остао у последњем сектору диска који користи датотека. (Сектор је најмања количина простора који може адресирати систем датотека. Величина сектора диска креће се од неколико стотина до неколико хиљада бајтова.) Неискоришћени простор се назива запуштени простор или унутрашња фрагментација.  Иако мање величине сектора омогућавају гушће коришћење простора на диску, оне смањују оперативну ефикасност система датотека.

## Максимална величина
Максимална величина датотеке коју систем датотека подржава зависи не само од капацитета система датотека, већ и од броја битова резервисаних за складиштење информација о величини датотеке. Максимална величина датотеке у систему датотека ФАТ32, на пример, је 4.294.967.295 бајтова, што је један бајт мање од четири гигабајта.  Табела испод даје детаље о максималној величини датотеке за бројне уобичајене или историјске системе датотека.
| Систем датотека | Максимална величина                            |
| --------------- | ---------------------------------------------- |
| АПФС            | 8 ЕБ                                           |
| eксФАТ          | 16 ЕБ                                          |
| ФАТ12           | 16 МБ (4 КБ кластери) или 32 MB (8 КБ кластри) |
| ФАТ16Б          | 2 ГБ (без ЛФС) или 4 GB (са ЛФС)               |
| ФАТ32           | 4 GB                                           |
| ХФС             | 2 GB                                           |
| ХФС+            | 8 EB                                           |
| ХПФС            | 2 GB                                           |
| НТФС            | 16 ЕБ                                          |

## Јединице информација
Бајтови су типична основна јединица информација. Веће датотеке ће обично имати своје величине изражене помоћу килобајта, мегабајта или гигабајта у зависности од тога колико је датотека велика. Иако ове веће јединице нису тачне као величина бајтова, већина оперативних система ће открити праву величину бајтова датотеке тако што ће директно прегледати својства датотеке. Алати командне линије такође могу открити тачну величину бајта.
Систем датотека може приказати све величине са метричким системом са само 'кБ' на малим датотекама које то означавају, док би неки системи датотека/оперативни системи приказивали величине у, традиционално коришћеном на рачунарима, бинарном систему за све величине, нпр. „КБ“, док произвођачи хард дискова користе метрички систем (нпр ГБ = 1.000.000.000 бајтова и ТБ = 1.000 ГБ).
Килобајт (КБ) (ЈЕДЕЦ), понекад се недвосмислено назива кибибајт (КиБ) (ИЕЦ). Понекад се користи кБ, са малим словима СИ-префикса 'к-' за кило (1000), који је увек једнак 1000 бајтова.
Преноси датотека (нпр. „преузимања“) могу користити стопе јединица бајтова (нпр МБ/с) у бинарном, а не у метричком систему, док мрежни хардвер, као што је ВиФи, увек користи метрички систем (Мбит/с, Гбит/с итд.). јединица битова (и треба да пошаље више од самих датотека, тако да је потребно узети у обзир неке додатне трошкове), чинећи наизглед сличне термине веома некомпатибилним.[тражи се извор]